# Thabo Mbeki
Thabo Mvuyelwa Mbeki (18 de juny de 1942) va ser President de la República de Sud-àfrica.
Nascut a la regió Transkei de Sud-àfrica (ètnia xosa), Mbeki és el fill d'Epitanette i Govan Mbeki (1910 - 2001), ambdós professors. Els seus pares van ser activistes del Congrés Nacional Africà (ANC) sent el seu pare, a més, incondicional del Partit Comunista de Sud-àfrica. Mbeki té un Màster en Economia per la Universitat de Sussex. Durant l'època de l'apartheid va ser fet presoner i va haver de passar diversos anys d'exili al Regne Unit, tornant al seu país després de l'alliberament de Nelson Mandela.
Mbeki és membre del Congrés Nacional Africà des dels 14 anys, sent el seu representant a l'estranger des de 1967. Va ser nomenat cap de l'oficina d'informació de l'ANC el 1984 i de la seva oficina d'assumptes internacionals el 1989. Va ser diputat electe de Sud-àfrica el maig de 1994 en aconseguir-se eleccions amb sufragi universal. És el successor de Nelson Mandela com a president de l'ANC el desembre de 1997 i com a President de la república el 1999 (assumint el càrrec el 16 de juny); va ser reelegit per a un segon període l'abril de 2004.
Mbeki ha liderat la creació del programa econòmic NEPAD i de la Unió Africana i ha tingut gran influència en les negociacions de pau en Ruanda, Burundi i la República Democràtica del Congo. Ha sigut un dels capdavanters en la difusió del concepte del Renaixement Africà.
El setembre de 2008 va aconseguir que el president Robert Mugabe de la veïna Zimbàbue aconseguís un acord d'unitat nacional amb l'oposició.
Mbeki va apuntar que el segle XXI havia de ser el Segle Africà, amb la idea i la voluntat que fos el segle en què el seu continent assolís la merescuda pau i prosperitat, amb la idea que s'emmirallés amb el que havia passat al seu estat.

## Thabo Mbeki i el VIH
Durant el seu mandat com a president de Sud-àfrica, Thabo Mbeki va rebutjar el consens científic que la sida és causada per un virus, el VIH, i que els medicaments antirretrovirals podien salvar les vides dels seropositius. En lloc d'això, va acceptar els punts de vista d'un petit grup de científics dissidents, que suggerien altres causes per a la sida.
Mbeki va continuar mantenint aquesta opinió malgrat l'evidència contra ella. Cada vegada que algú -fins i tot Nelson Mandela- va qüestionar públicament els punts de vista de Mbeki, els seus partidaris ho denunciaven amb acarnissament. Mentre Botswana i Namíbia, veïns de Sud-àfrica, proporcionaven antirretrovirals a la majoria dels seus ciutadans infectats per VIH, no ocorria així a la Sud-àfrica governada per Mbeki. Un equip d'investigadors de la Universitat Harvard ha estudiat les conseqüències d'aquesta política. Utilitzant supòsits conservadors, estima que si el govern de Sud-àfrica hagués proporcionat els medicaments adequats, tant a pacients amb sida com a dones embarassades amb risc d'infectar els seus bebès, s'haurien evitat 365.000 morts prematures.

## Renúncia
El 20 de setembre de 2008 va presentar la seva dimissió per haver conspirat contra el líder del Congrés Nacional Africà, Jacob Zuma, perquè fos processat per corrupció. Zuma havia estat destituït com Vicepresident el 2005 després de ser processat un assessor financer del seu departament. Zuma va ser exonerat de responsabilitat pel Tribunal Superior de Petermaritzburg el 12 de setembre de 2008. La lluita interna dins del Congrés Nacional Africà es va desencadenar el desembre de 2007 quan Zuma es va imposar a Mbeki.
Mbeki va negar les acusacions i les va qualificar d'insults, sense suportar-se en fets provats. No obstant això va acceptar dimitir abans de finalitzar el seu mandat.
El 25 de setembre de 2008 va ser substituït per Kgalema Motlanthe, vicepresident del Congrés Nacional Africà.